# Afrophyla meloui
Afrophyla meloui là một loài bướm đêm trong họ Geometridae.